# Vanicela
Vanicela é um gênero de traça pertencente à família Agonoxenidae.